# Rejas de San Esteban
Rejas de San Esteban ist ein kleines Dorf mit nur noch etwa 50 Einwohnern in der nordspanischen Provinz Soria, das verwaltungsmäßig zur Gemeinde (municipio) San Esteban de Gormaz gehört. Der Ort wurde im Jahr 2007 als Kulturgut (Bien de Interés Cultural) in der Kategorie Conjunto histórico-artístico anerkannt.

## Lage
Das Dorf Rejas de San Esteban liegt auf etwa 870 Metern Höhe ü. d. M. im Westen der Provinz Soria. Die Entfernung nach San Esteban de Gormaz beträgt etwa 10 Kilometer (Fahrtstrecke) in südöstlicher Richtung; die Provinzhauptstadt Soria ist etwa 80 Kilometer in nordöstlicher Richtung entfernt.

## Bevölkerungsentwicklung
Hatte der Ort im 19. Jahrhundert noch deutlich über 300 Einwohner, so waren es bei der Zählung im Jahr 1981 noch 153; derzeit sind es nur noch etwa 50.

## Wirtschaft
Die Einwohner von Rejas leben im Wesentlichen vom Getreideanbau; die Viehzucht, d. h. die Milch- und Käsewirtschaft spielte nur eine untergeordnete Rolle. In den letzten Jahrzehnten ist der Tourismus (Tagesausflügler und Vermietung von Ferienwohnungen) als Einnahmequelle des kleinen Ortes hinzugekommen.

## Geschichte
Die Existenz zweier romanischer Kirchen aus dem 12. Jahrhundert lässt auf eine wohlhabende Einwohnerschaft in mittelalterlicher Zeit schließen.

## Sehenswürdigkeiten

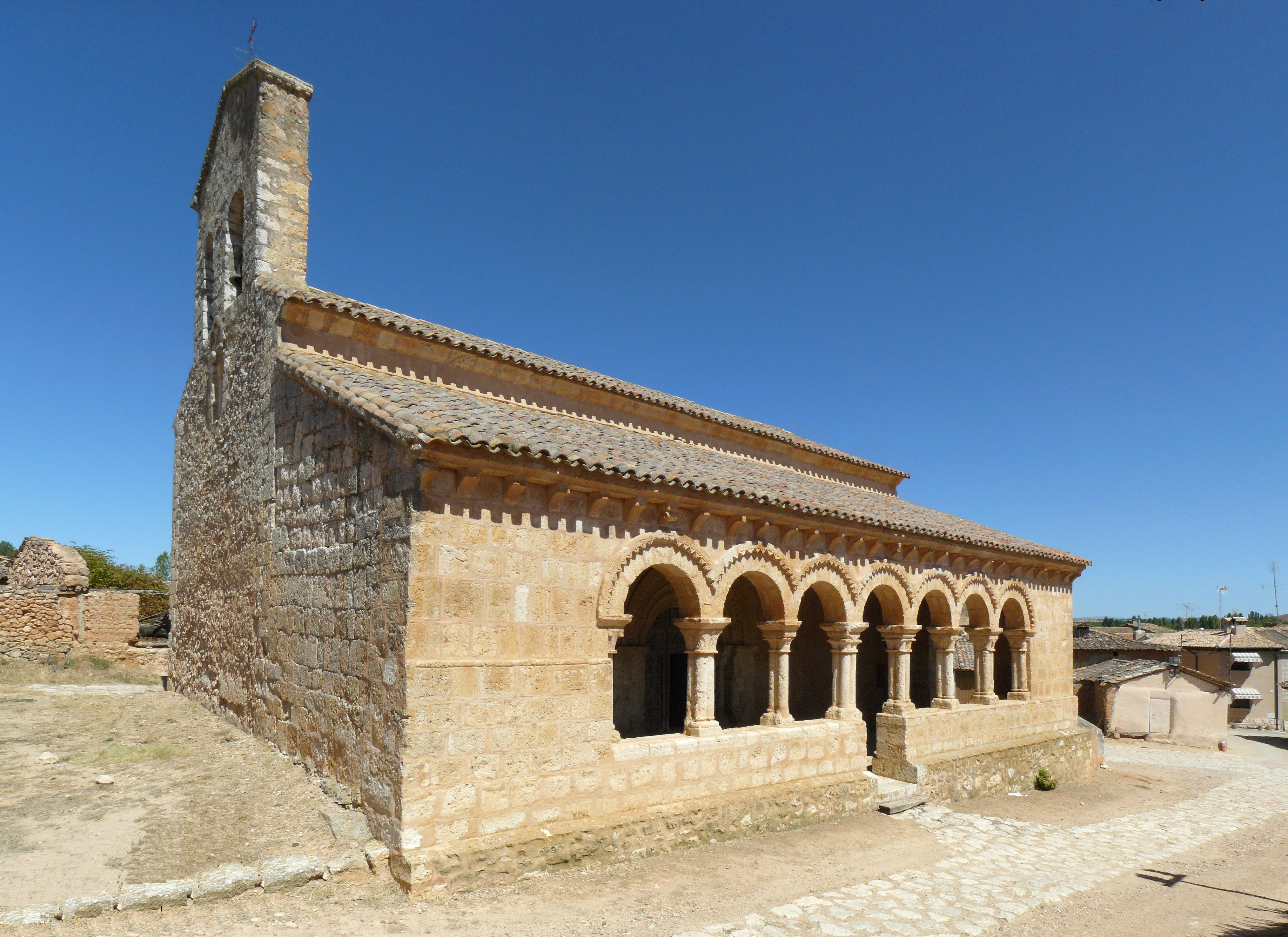
Kirche San Martín

- Die größtenteils aus Bruchsteinen errichtete romanische Kirche der San Martín hat eine weitgehend aus exakt bearbeiteten Hausteinen durch sieben Arkaden geöffnete Südvorhalle (galería porticada); dahinter befindet sich das leicht aus der Wandflucht hervortretende und oben mit einem Konsolenfries abschließende Archivoltenportal der einschiffigen Kirche – ein Glanzstück mittelalterlicher Steinmetzkunst mit einer ungeheuren ornamentalen Vielfalt (Rosettenfries, Perlstab, Flechtband, Kugelstab und Klötzchenfries). Die Westfassade ist dagegen schmucklos und wird nur von einem kleinen Glockengiebel (espadaña) überhöht. Unterhalb der Dachtraufen von Apsis und Vorhalle verlaufen zwei schmucklose Konsolenfriese. Das einschiffige Innere der Kirche enthält Freskenreste mit Szenen aus dem Leben der hl. Martin. Die nahezu ungegliederte Apsis enthält lediglich ein schmales Ostfenster mit zwei eingestellten Säulchen mit Kapitellen und einem ornamental (Perlstab und Kugelstab) dekorierten Rundbogen.

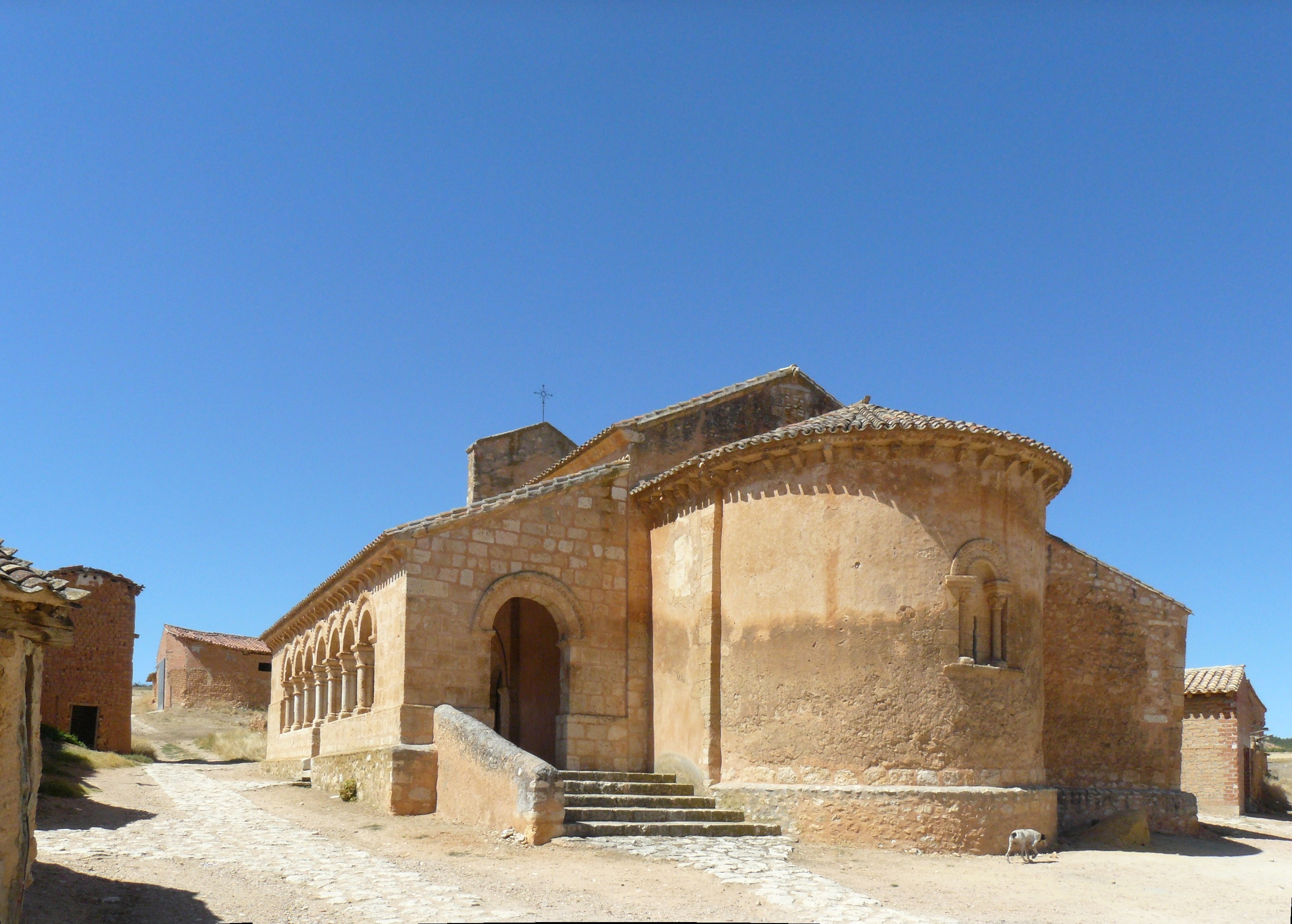
Kirche von Osten
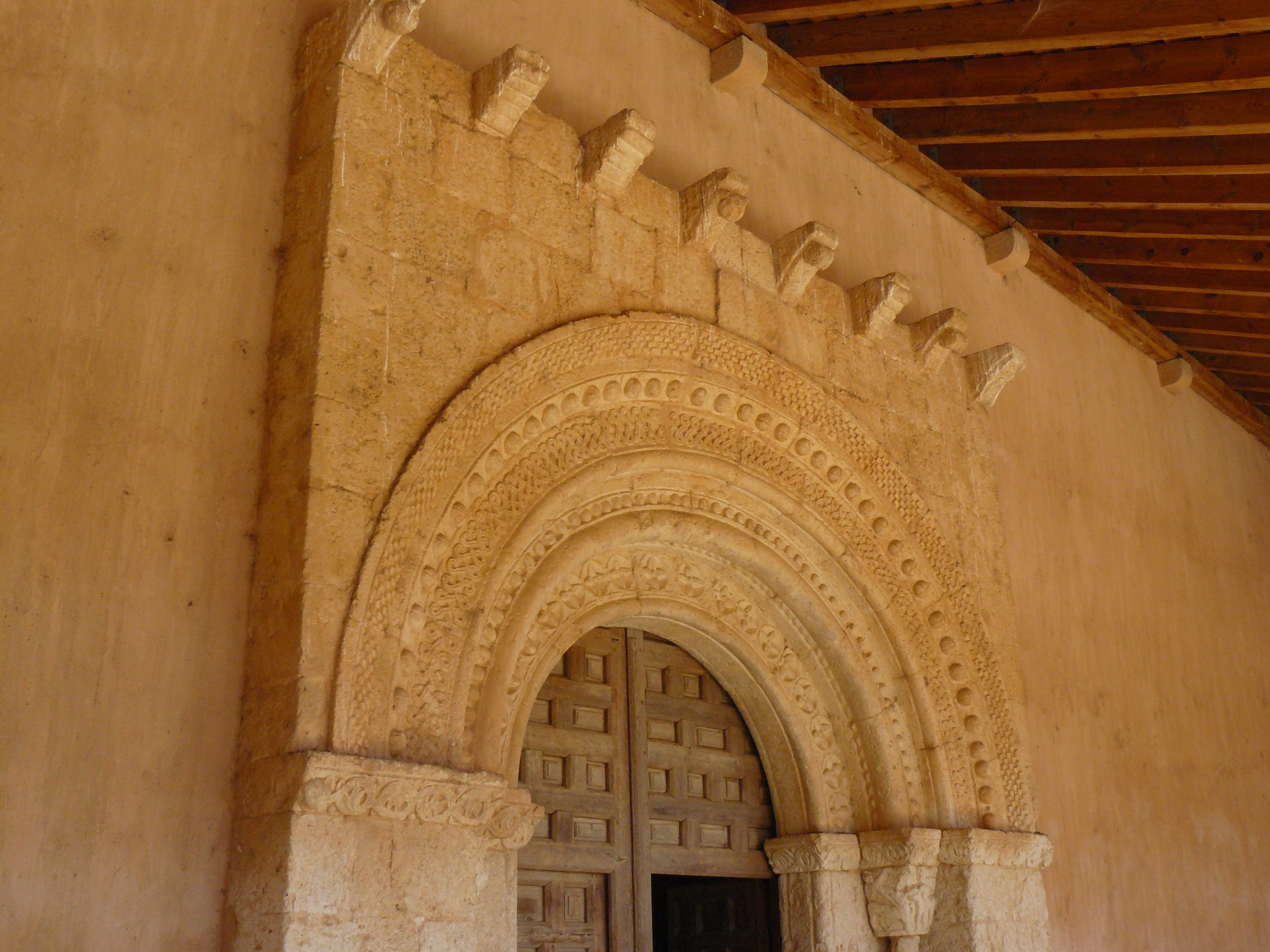
Portal
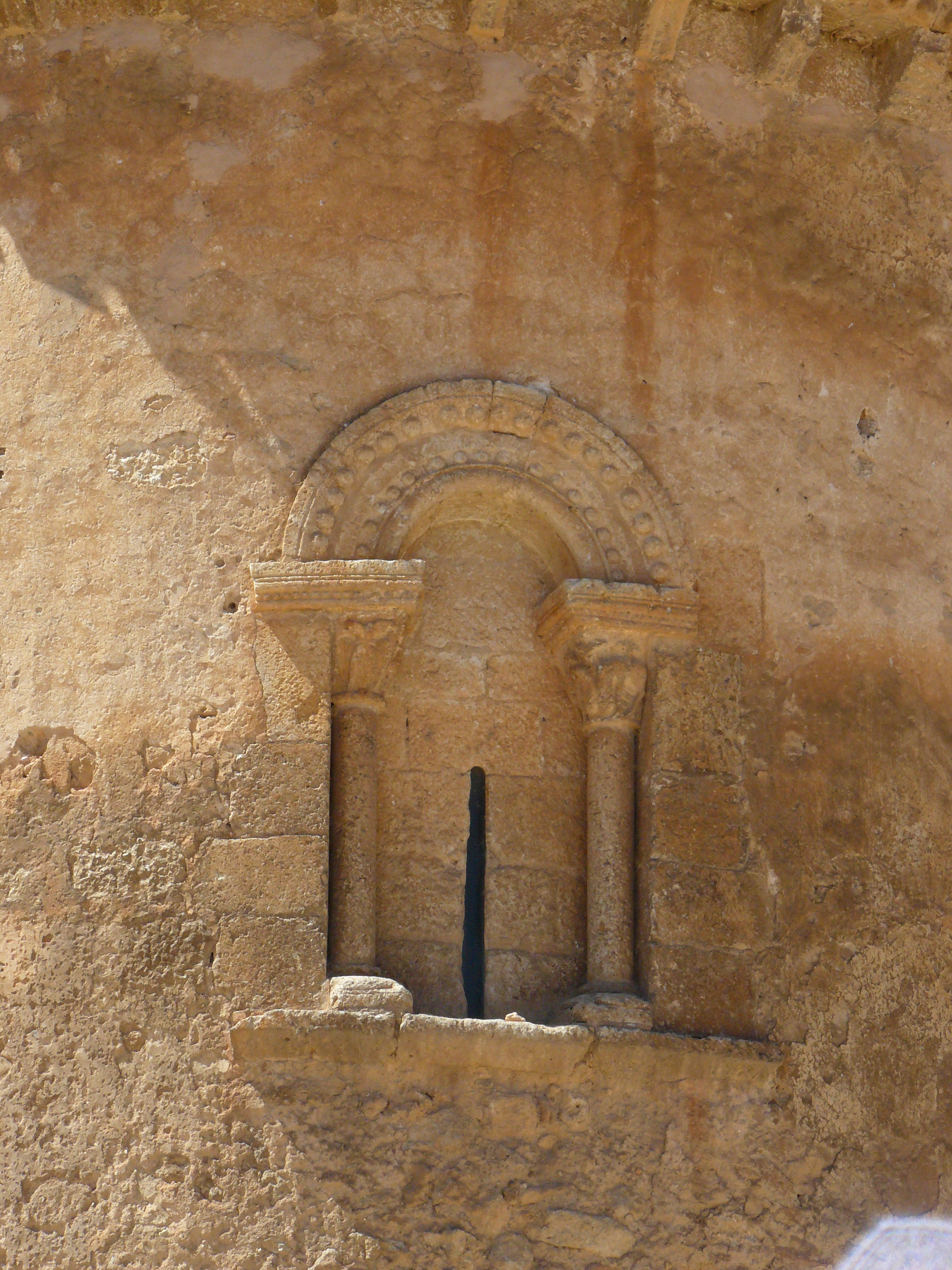
Apsisfenster
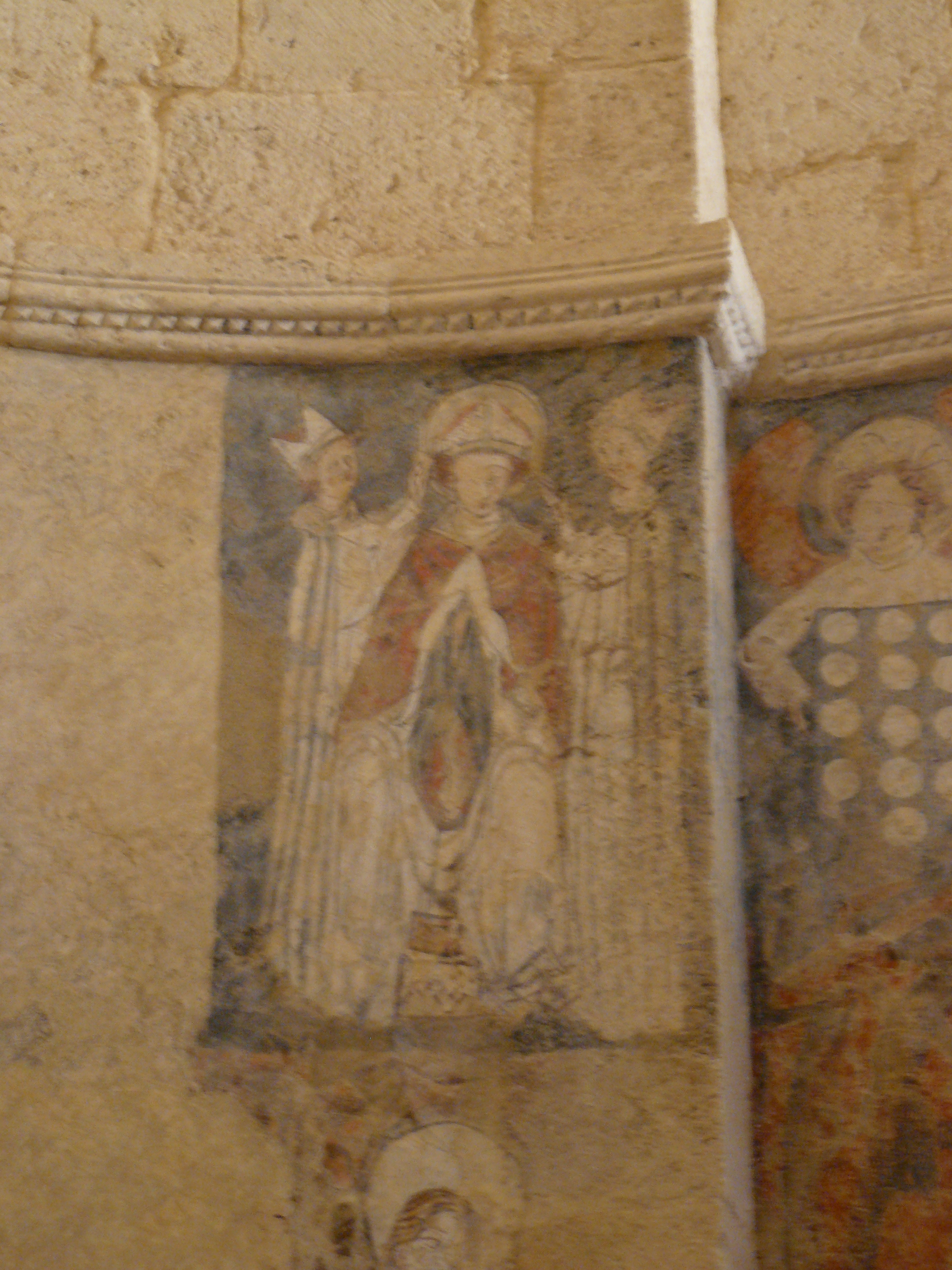
Fresko

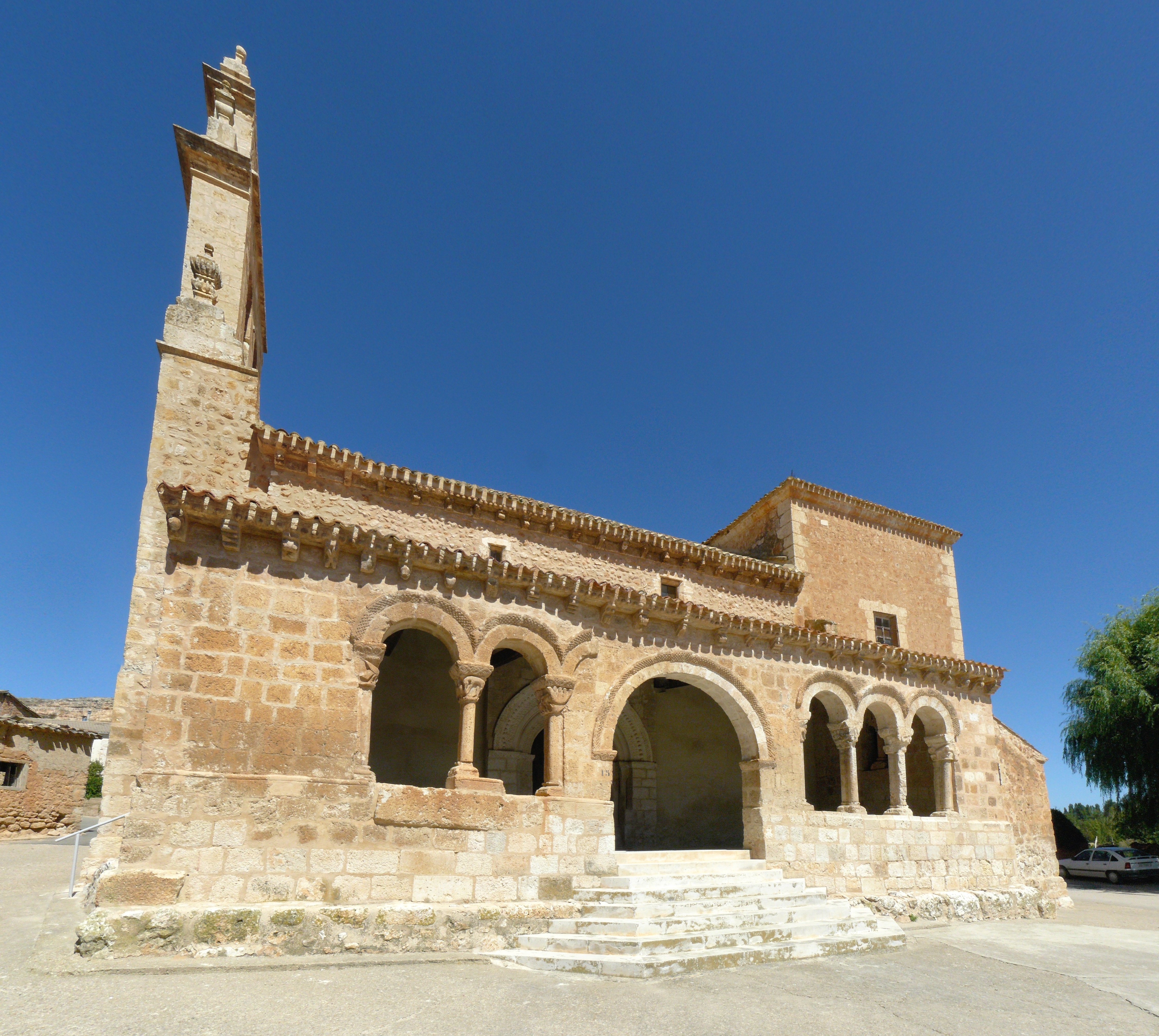
Kirche San Ginés

- Die zweischiffige Kirche San Ginés ist in ähnlicher Weise gestaltet, doch der hochaufragende Glockengiebel stammt aus der Barockzeit. Das schmucklose Portal der Vorhalle wurde später eingefügt, denn der links daneben befindliche Arkadenbogen wird von ihm überschnitten. Das eigentliche Eingangsportal ist beinahe eine Kopie des Portals von San Martín, doch ist der abschließende Konsolenfries teilweise figürlich gestaltet. In der Ostwand der Vorhalle befindet sich ein kleines Doppelfenster (ajimez) mit doppelten Bogenpaaren, das entfernt an maurische Vorbilder aus Andalusien erinnert.

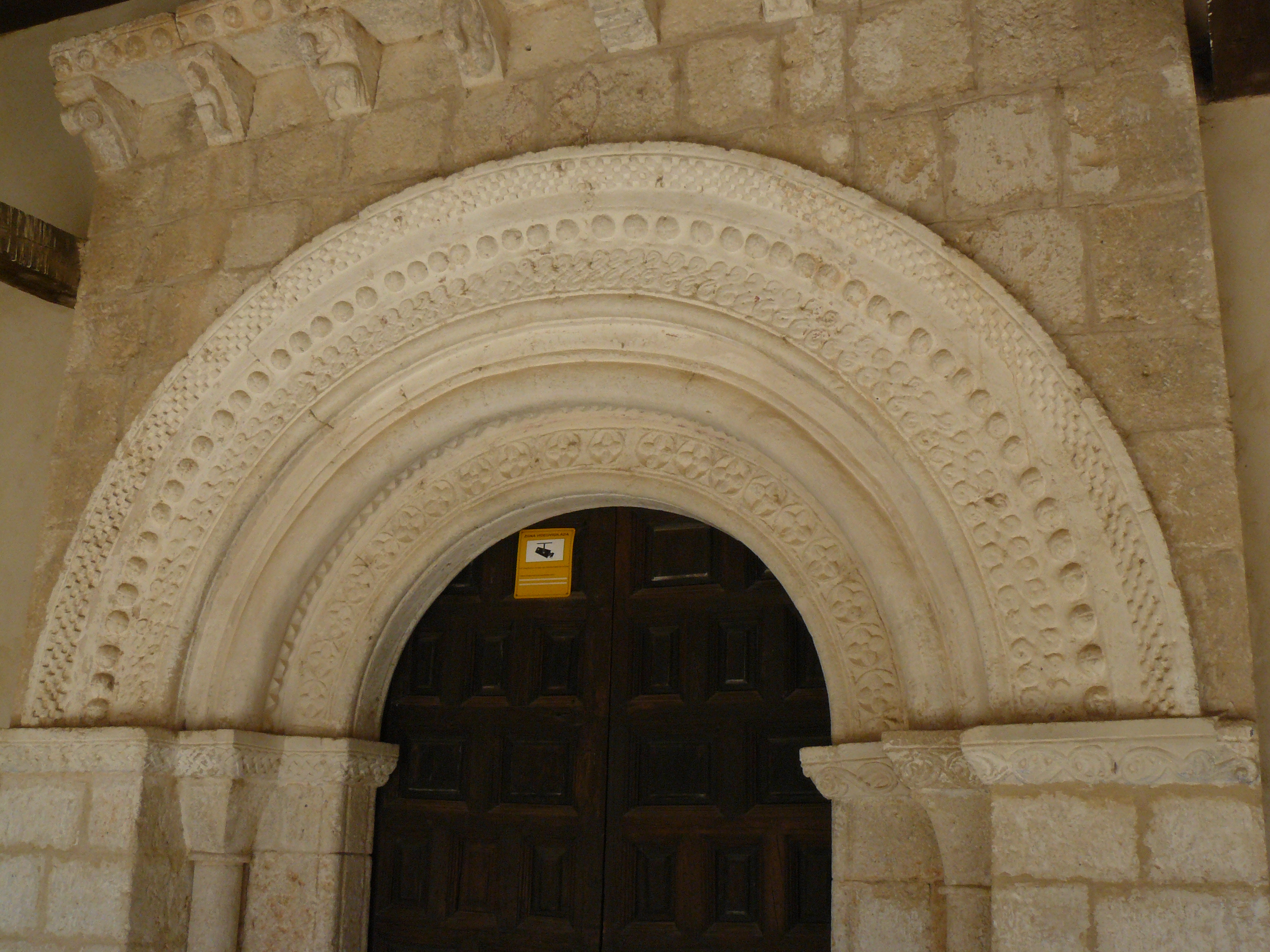
Portal
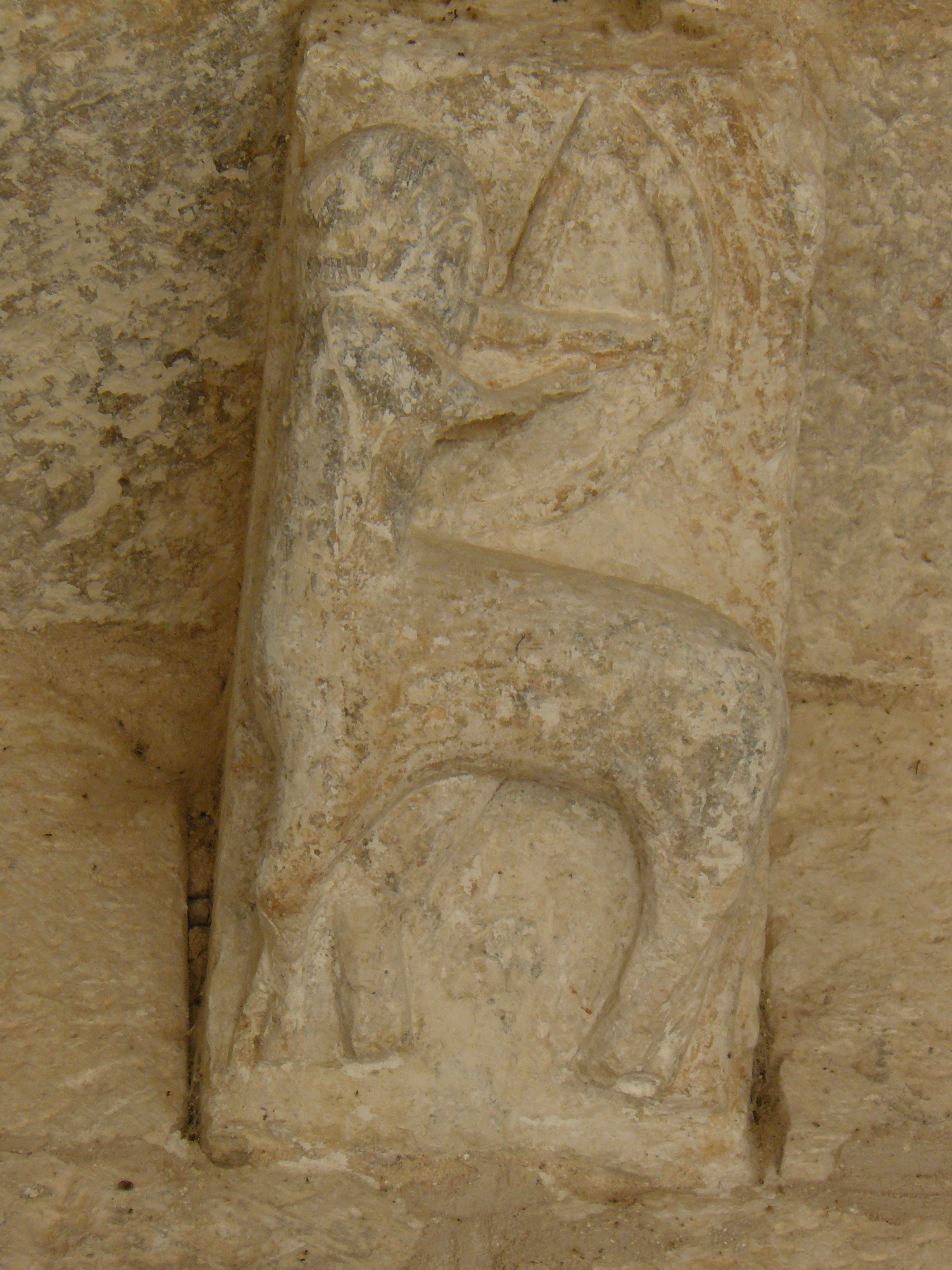
Konsole mit Schütze
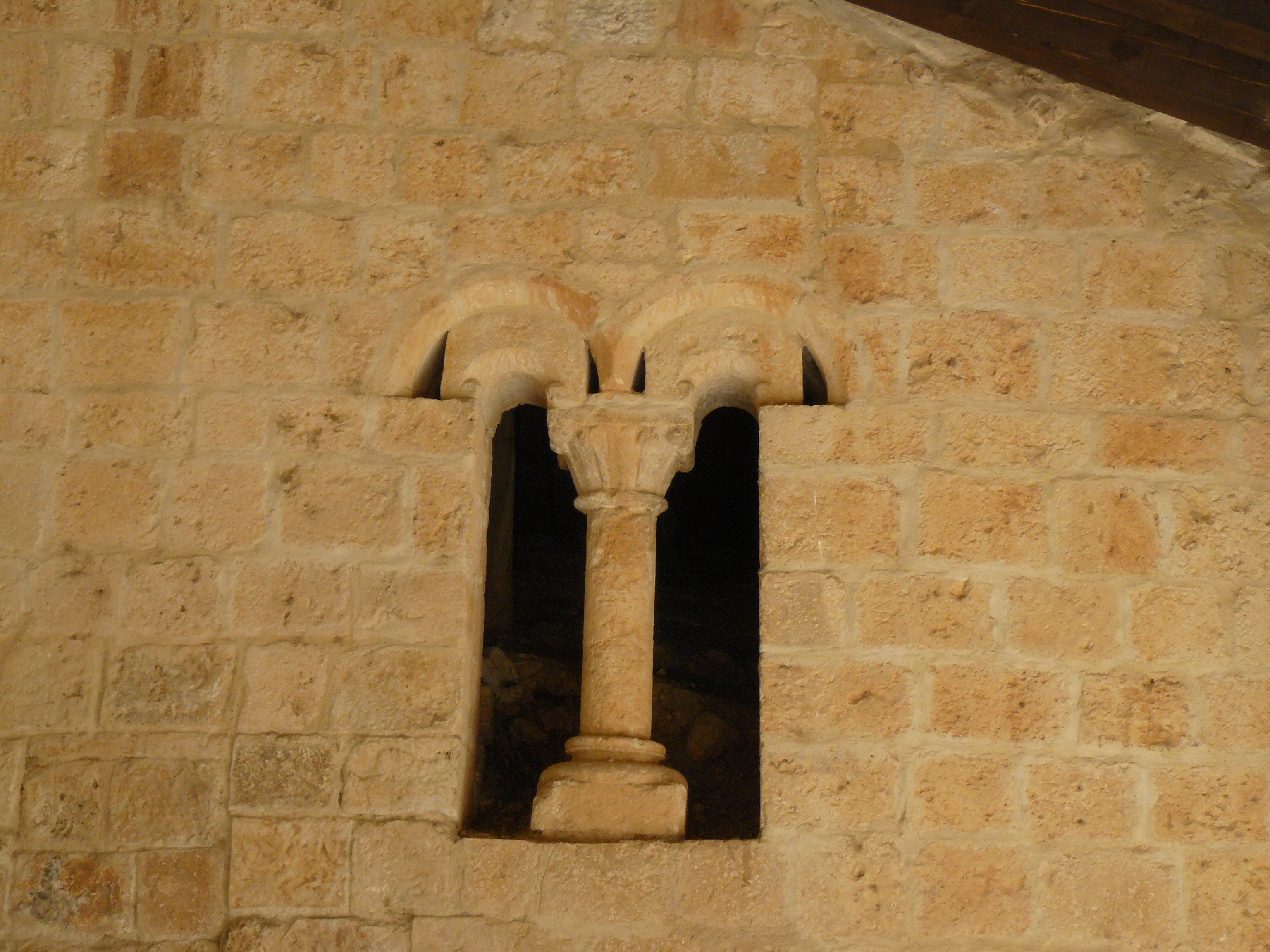
Doppelfenster (ajimez)
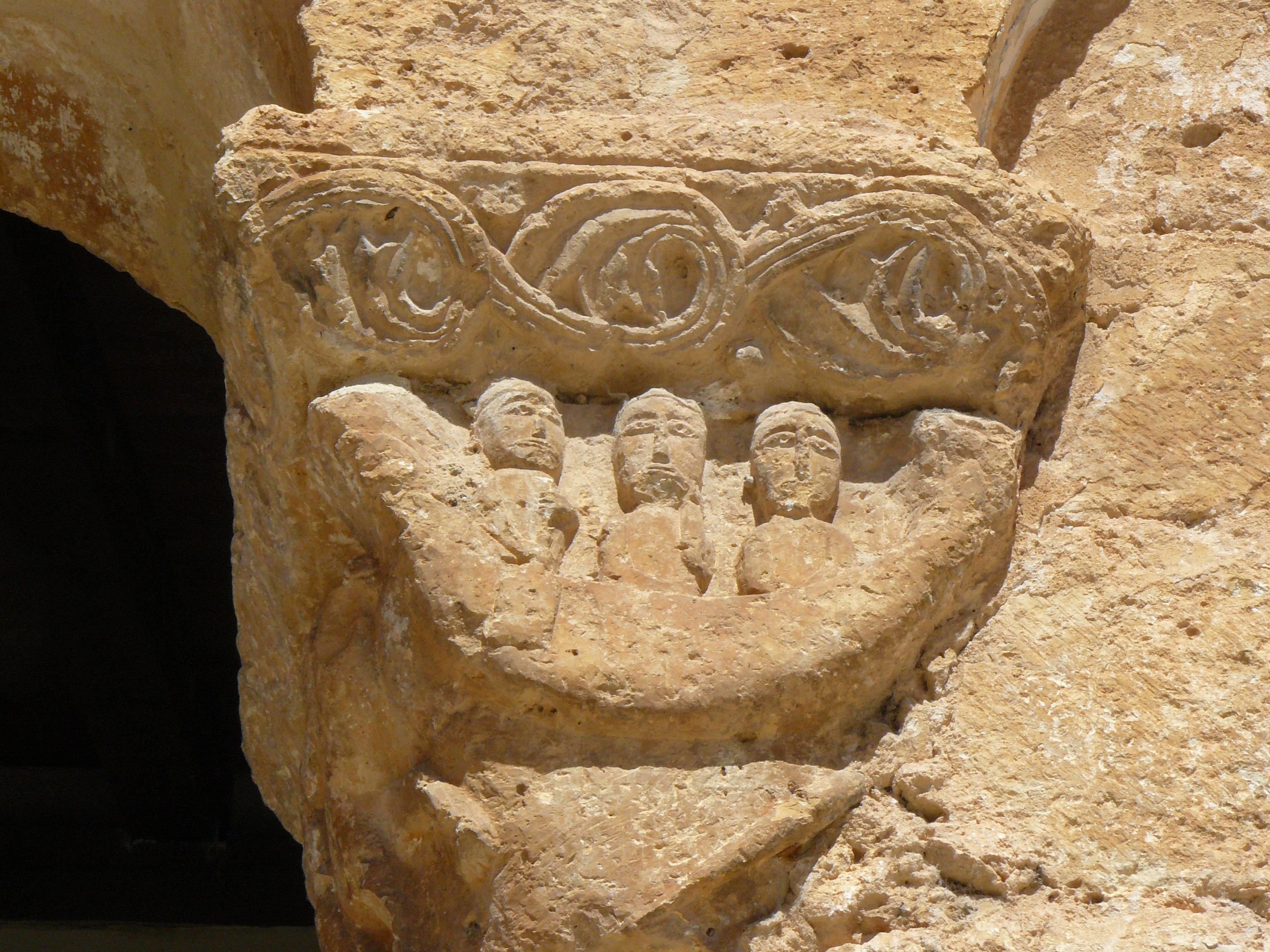
Kapitell

- In unterirdischen, in den Fels gehauenen oder mit Steinen errichteten und mit Erdreich angeschütteten Kellergewölben (bodegas) wurden in früheren Zeiten Wein und andere Lebensmittel kühl gehalten. In heißen Sommernächten dienten sie den Eigentümern auch als ‚Speisezimmer‘ und als ‚Feststube‘.

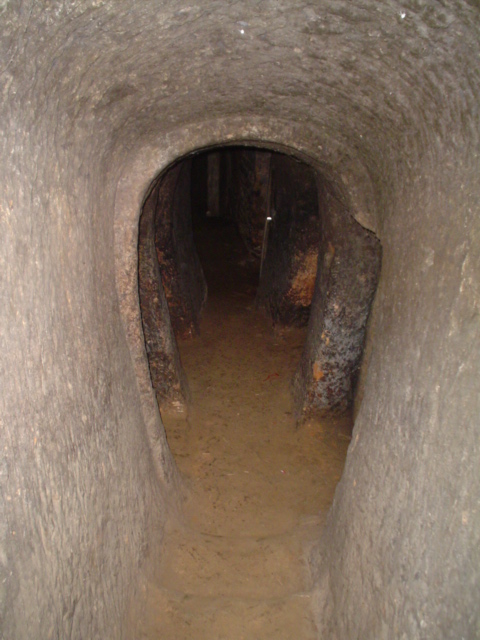
bodega
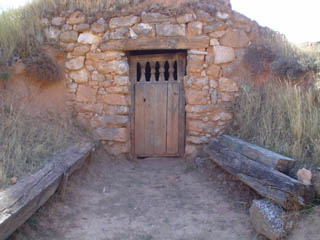
bodega